# トーコーシティホテル梅田
トーコーシティホテル梅田（トーコーシティホテルうめだ）は、大阪市北区にあったビジネスホテル。2015年に閉館となった。

## 概要
株式会社ケン・トーコーシティホテルが運営していた。営業末期にはインターネットのブロードバンドサービスが存在しており、全室無料で利用できた。また、全室で温水シャワートイレ、BS放送が利用可能であった。有料放送はプリペイドカード購入により視聴可能であった。

## プラン
営業最末期時点でのものである。
- 各種観光プラン：各種利用券、優待券がついたプラン
- ロングステイプラン：翌日の夜21時まで滞在出来るプラン
- デイユース：昼間の時間帯に休暇をとりたい人のためのプラン

## 所在地・アクセス
- 大阪市北区南森町1-3-19
  - 大阪市営地下鉄南森町駅、JR大阪天満宮駅下車